# Košurinkovo
Košurinkovo (in russo Кошурниково?) è un insediamento di tipo urbano della Russia asiatica, situato nel Kuraginskij rajon del Territorio di Krasnojarsk.
L'insediamento si trova 65 km a nord-est dal centro distrettuale Kuragino, 190 km a sud di Krasnojarsk e a 7 km da Artëmovsk. Nel villaggio si trova l'omonima stazione ferroviaria della linea siberiana meridionale (Южно-Сибирская магистраль).